# Life Is Strange 2
A Life Is Strange 2 epizódikus grafikus kalandjáték, amelyet a Dontnod Entertainment fejlesztett és Square Enix adott ki. Ez a Life Is Strange sorozat harmadik része (időrendben a második a Before the Storm), és a Life Is Strange közvetlen folytatása. A játék kezdetben Microsoft Windows, PlayStation 4 és Xbox One platformokra jelent meg, majd pedig később Linux, macOS és Nintendo Switch rendszerekre. A Life Is Strange 2 első epizódja 2018 szeptemberében, az ötödik és egyben utolsó epizód 2019. decemberében vált elérhetővé. A MacOS és a Linux verziók nem sokkal az utolsó epizód kiadása után érkeztek meg, amelyet a Feral Interactive fejlesztett ki és tett közzé.
A Life Is Strange 2 bevezetőjeként szolgáló ingyenes játék, a The Awesome Adventures of Captain Spirit címmel 2018 júniusában jelent meg.

## Játékmenet
A Life Is Strange 2 egy grafikus kalandjáték, amelyet harmadik nézetből (TPS) van lehetőség játszani. A játékos Sean Diaz főszereplőt irányíthatja, aki öccsével, Daniellel menekül a rendőrség elől egy tragikus baleset után. Sean párbeszédeken keresztül interakcióba léphet környezetével, tárgyakat szerezhet és beszélgethet NPCk-kel. A meghozott döntések a történet különböző ágaihoz vezetnek, valamint befolyásolják testvére, Daniel és más szereplők viselkedését. Sean tettei és interakciói az öccse erkölcsi szintjét (morality) és a kettejük testvéri kapcsolatának minőségét befolyásolják (brotherhood). Ez folyamatos hatással van a játékmenetre és a végkifejletre. Például ha a kapcsolatuk (brotherhood) túl alacsony szinten áll, előfordulhat, hogy Daniel a későbbiekben nem hallgat bátyjára. Annak ellenére, hogy az epizódok legfőbb alapelemei változatlanok, a játék jónéhány különböző módon érhet véget. Ezen túlmenően, néhány, a The Awesome Adventures of Captain Spirit demóban meghozott döntés is átvezetődik a Life Is Strange 2-be.

## Történet
|  | Alább a cselekmény részletei következnek! |

2016-ot írunk. A 16 éves Sean Diaz a 9 éves kisöccsével, Daniellel és az apjukkal, Estebannal él Seattle-ben, miután az anyjuk, Karen elhagyta őket Daniel megszületése után. A játék azzal indít, hogy Sean a szomszédjukkal Brettel összetűzésbe kerül, miután az bántalmazza Danielt. Az összetűzésben véletlenül Brett megsérül, pont amikor egy ott szolgálatot teljesítő járőr ezt észreveszi. Esteban is kilép a házból és megpróbál óvatosan közbelépni, de a rendőr lelövi. Ekkor hirtelen egy robbanás történik, mely arrébb repít mindent és mindenkit, ezután pedig Sean és Daniel elmenekülnek a helyszínről, mielőtt a rendőrségi utánpótlás megérkezhetne. Sean fő célja ezután az lesz, hogy a rendőrség és a történtek elöl menekülve Mexikóba, azon belül pedig az apja szülővárosába, Puerto Lobos ba jussanak el. Később egy benzinkúton a kút tulaja felismeri őket az újságból, mint körözés alatt álló személyek és ideiglenesen elkapja Seant, de Daniel segítségével sikerül kiszabadulnia. Ezután egy új szereplő, Brody elviszi őket egy motelhoz, ahol kivesz nekik rövid időre egy szobát, hogy szusszanhassanak. Itt Daniel a hírekből értesül apjuk haláláról (amiről eddig nem tudott), és egyúttal lelepleződik telekinetikus képessége, ami tulajdonképpen a robbanást okozta Seattle-ben.
Ezt követően a testvérek közel egy hónapot töltenek el egy elhagyott házikóban, ahol Sean elkezdi Danielt trénelni azért, hogy a képességét minél hatékonyabban és ügyesebben tudja használni. Daniel beteg lesz, ezért kénytelenek továbbállni, útjuk anyai nagyszüleik Beaver Creeki házához vezet, Oregon államba. Claire és Stephen befogadja a testvéreket. Daniel itt egy új barátot szerez, Christ, aki a szomszédban él. A rendőrség itt is gyorsan utoléri őket, újra tovább kell hát állniuk. Claire, Stephen és Chris így vagy úgy, de segít a testvéreknek elmenekülni.
Sean és Daniel Kaliforniában köt ki egy marihuána farmon. Itt Sean új barátokat szerez (Cassidy, Finn, Jacob és a többiek), ami Danielt kissé frusztrálttá teszi, mert ezáltal Seannak sokkal kevesebb ideje marad az öccsére és a gyakorlásokra. Az egyik fizetésnapon Sean és Daniel elvesztik az állásukat. Ezt követően Finn egy tervet eszel ki, hogy hogyan lehetne Daniel erejét felhasználni ahhoz, hogy pénzt lopjanak főnöküktől és a farm tulajdonosától, Merilltől. A rablás így vagy úgy, de meghiúsul és Daniel az erejével tönkreteszi Merill házát, így minden ott tartózkodó eszméletlen állapotba kerül és Sean bal szeme megsérül, egy üvegszilánk fúródik bele.
Sean 2 hónappal később egy kórházban lábadozik, de már az FBI felügyelete alatt. Jacob levele eljut hozzá, melyből megtudja, hogy Daniel Nevadába ment, Haven Point városába. Sean megszökik a kórházból és elutazik oda. Megtudja, hogy Daniel egy vallási szekta tagja lett, melynek feje Lisbeth. Lisbeth Daniel erejét isteni ajándékként prezentálja a követőinek. Sean itt hosszú idő után találkozik anyjával Karennel, akinek Jacob szólt arról, hogy a fiúknak segítségre van szüksége. Sean és Karen egy tervet eszelnek ki Jacobbal karöltve, hogy Danielt eltávolítsák Haven Pointból, mely így vagy úgy, de végül sikerrel jár.
Sean és Daniel Arizonába megy ezután Karennel, ahol a világtól távol egy kis elzárt közösségben Sean és Daniel kicsit megpihenhetnek, valamint megteszik az utolsó előkészületeket ahhoz, hogy végre eljussanak Puerto Lobosba. Sean itt találkozik Daviddel, aki ad neki egy rendőrségi adó-vevő készüléket, mely könnyebbé teszi kijutásukat az országból. Autóval útnak indulnak és megérkeznek a mexikói határnál felhúzott fal egy pontjához, ahol Daniel berobbantja a falat ereje segítségével. Mielőtt átkelhetnének, Danielt (nem életveszélyesen) meglövi két személy, de hamarosan mindannyian a legközelebbi örsre kerülnek, mert a rendőrök felfigyelnek rájuk és elviszik őket. Daniel itt is az erejével szabadítja ki Seant, majd újra nekiindulnak autóval a határhoz, ezúttal egy határátkelőhöz érkezve, ami ekkor már tele van FBI ügynökökkel, rendőrökkel és határőrökkel.
Seannak meg kell hoznia ekkor a végső döntést, miszerint feladják magukat, vagy átkelnek a határon. A végkifejlet attól függ, hogy a játékos hogyan nevelte Danielt és milyen döntéseket hozott a korábbiakban a kalandok során. Ha Sean úgy dönt, hogy feladják magukat, akkor vagy 15 évre börtönbe kerül, miközben Daniel a nagyszülőknél nevelkedik Beaver Creekben, vagy Sean meghal annak következtében, hogy Daniel mindezek ellenére mégis használja az erejét és átviteti magukat az ellenőrzőponton. Ekkor Daniel magányos bűnözőként kell, hogy éljen egyedül Puerto Lobosban. Ha Sean úgy dönt, hogy átkelnek a határon, akkor vagy mindketten sikeresen átjutnak Daniel erejének segítségével és Puerto Lobosban kezdenek új életet a saját autószervízükben (Diaz Repair Shop), vagy pedig csak Sean jut át, mert Daniel kiugrik az autóból az utolsó pillanatban, hogy mégis feladja magát és így a nagyszüleihez kerül. Sean attól függöen, hogy kivel létesített a történet során a korábbiakban romantikus viszonyt, vagy Finnel, vagy Cassidyvel, vagy egyedül él tovább Mexikóban. 
|  | Itt a vége a cselekmény részletezésének! |

## Fejlesztése
A Life Is Strange sikere után a fejlesztő Dontnod Entertainment bejelentette a folytatást 2017. május 18-án. A játék megjelenése előtt egy ingyenesen játszható demót adtak ki 2018. június 25-én, melynek címe a The Awesome Adventures of Captain Spirit lett. Úgy döntöttek, hogy a Life is Strange 2 új karaktereket és helyszíneket fog bemutatni az eredetihez képest, mert szerintük Max és Chloe története már teljes. Az első játékból egy karaktert, Davidet hozták vissza, Chloe mostohaapját. A részek fejlesztése az előző játékhoz képest hosszabb időt vett igénybe.
| Epizód | Cím          | Megjelenési dátum    |
| ------ | ------------ | -------------------- |
| 1      | "Roads"      | 2018. szeptember 27. |
| 2      | "Rules"      | 2019. január 24.     |
| 3      | "Wastelands" | 2019. május 9.       |
| 4      | "Faith"      | 2019. augusztus 22.  |
| 5      | "Wolves"     | 2019. december 3.    |

## Fogadtatás

### A kritikusok szerint
A Metacritic szerint a Life Is Strange 2 általában kedvező kritikákkal bír. A kritikusok dicsérték a testvérek kapcsolatát, kifogásolták a politikai témákat és bírálták az epizodikus cselekményszerkezetet.
A The Verge véleményben elmondta, hogy a játék "politikai, időszerűbb témákba merül", az első epizód 2016 októberében, közvetlenül az Egyesült Államok 2016. évi elnökválasztása előtt játszódik. A szereplők határon felhúzott falakat emlegetnek vagy épp aggódnak a közelgő választások miatt. A kritikusok kijelentették azt is, hogy akkor is kifejezetten élvezhető a játék, ha még a játékos nem játszott az első résszel.
Véleményében az IGN is megszólalt a játék mögöttes politikai légkörével kapcsolatban.

### Eladások
A játék Playstation 4-es verziója Japánban a kiadás utáni első héten a 15. legtöbbet eladott játékká vált, 4471 fizikai példány eladásával.

## Fordítás
Ez a szócikk részben vagy egészben  a   Life is Strange 2 című angol Wikipédia-szócikk ezen változatának fordításán alapul.  Az eredeti cikk szerkesztőit annak laptörténete sorolja fel. Ez a jelzés csupán a megfogalmazás eredetét és a szerzői jogokat jelzi, nem szolgál a cikkben szereplő információk forrásmegjelöléseként.